# Portret pani w białym kapeluszu
Portret pani w białym kapeluszu – obraz olejny polskiej malarki Olgi Boznańskiej z 1906 roku, znajdujący się w Galerii sztuki polskiej 1800-1945 Muzeum Śląskiego w Katowicach.
Malarka sportretowała kobietę w szarym kostiumie i białym kapeluszu w postawie siedzącej. Portret powstał w 1906 roku. W prawym dolnym rogu znajduje się sygnatura: Olga Boznańska. Ponadto widoczne są jeszcze dwie sygnatury ołówkiem, zapewne z wcześniejszych obrazów, m.in.: Olga Boznańska 1894. Muzeum Śląskie w Katowicach kupiło dzieło  od osoby prywatnej w Krakowie w 1937 roku. Nr inwentarzowy: MŚK/SzM/359.